# Nymphargus chami
Nymphargus chami är en groddjursart som först beskrevs av Pedro M. Ruiz-Carranza och Lynch 1995.  Nymphargus chami ingår i släktet Nymphargus och familjen glasgrodor. IUCN kategoriserar arten globalt som otillräckligt studerad. Inga underarter finns listade i Catalogue of Life.